# 740'erne f.Kr.
Århundreder: 9. århundrede f.Kr. – 8. århundrede f.Kr. – 7. århundrede f.Kr.
Årtier: 790'erne f.Kr. 780'erne f.Kr. 770'erne f.Kr. 760'erne f.Kr. 750'erne f.Kr. – 740'erne f.Kr. – 730'erne f.Kr. 720'erne f.Kr. 710'erne f.Kr. 700'erne f.Kr. 690'erne f.Kr.
År: 749 f.Kr. 748 f.Kr. 747 f.Kr. 746 f.Kr. 745 f.Kr. 744 f.Kr. 743 f.Kr. 742 f.Kr. 741 f.Kr. 740 f.Kr.